# Серж Вохор
Ріалут Серж Вохор (англ. Rialuth Serge Vohor; 23 квітня 1955 — 22 листопада 2024) — чотириразовий прем'єр-міністр Вануату.

## Біографія

### Ранні роки
Серж Вохор народився 1955 року на найбільшому острові Вануату, Еспіріту-Санто, в містечку Порт-Олрі. Шкільну освіту здобув у Школі Святої Анни (англ. St Anne School), потім навчався в одному з ліцеїв Порт-Олрі, а 1974 року проходив стажування як медичний працівник.

### Політична кар'єра
Серж Вохор є членом Союзу поміркованих партій, консервативної, франкомовної політичної партії Вануату. Коли його партія прийшла до влади 1991 року, Вохор став міністром закордонних справ країни, залишаючись ним до 1993 року, а у грудні 1995 вперше у своїй політичній кар'єрі — прем'єр-міністром Вануату, перебуваючи на посту до лютого 1996 року. Повторно Вохор ставав прем'єр-міністром у вересні 1996 — березні 1998 років, липні—грудні 2004 року, а також у квітні-травні 2011.
Після того, як на парламентських виборах 1998 року Союзу поміркованих партій не вдалось утворити коаліційний уряд, Вохору удалось залишитись членом уряду, будучи з 1999 до 2001 року міністром закордонних справ. Після парламентських виборів 2002 року він також займав пост міністра закордонних справ з 2002 до 2003 року, а також був заступником прем'єр-міністра. 2002 року в інтерв'ю газеті The Melbourne Age Вохор звинуватив австралійську федеральну поліцію у шпигунстві через прослуховування телефонів на території Вануату та в спробі дестабілізації політичної системи країни. 2003 року як міністр закордонних справ він також виступив з критикою американського уряду та його союзників, які почали військову операцію на території Іраку.
Незважаючи на втрату Союзом поміркованих партій кількох місць у парламенті за результатами виборів 2004 року, Вохору вдалось сформувати коаліцію з незалежними парламентарями й членами інших партій, що дозволило йому знову бути обраним на пост прем'єр-міністра. Під час голосування він отримав підтримку 28 депутатів, натомість його головний опонент, Гам Ліні, отримав 24 голоси. Наступного місяця Вохор сформував уряд національної єдності, в якому Ліні став заступником голови кабінету.
Під час третього прем'єрського терміну Вохора сталось кілька суперечливих подій. Так, у вересні 2004 року новий прем'єр-міністр різко розкритикував будь-які спроби іноземних держав втрутитись до внутрішньої політики Вануату, в тому числі, було порушено проблему австралійських військових консультантів на території країни, частина з яких займала певні посади в поліції та мобільних силах Вануату. В результаті міністр закордонних справ Барак Сопе зажадав виведення з території країни представників австралійської федеральної поліції, очільник якої, в свою чергу, висловив пересторогу, що цей крок може призвести до появи в Вануату міжнародних наркотичних синдикатів і створенню лабораторій з виробництва амфетамінів.
Однією з найбільш суперечливих подій третього прем'єрського терміну Вохора став візит 3 листопада 2004 року до столиці Тайваню, міста Тайбей, під час якого він встановив дипломатичні відносини з Республікою Китай (Тайвань) без схвалення Ради міністрів Вануату (перший комюніке про взаємне визнання було підписано ще 1992 року). Це сталось за два місяці після візиту до КНР, під час якого лідери двох країн домовились щодо надання Вануату допомоги в розмірі $10 млн. Окрім того, КНР вже надавав цій меланезійській країні допомогу, в тому числі виділив кошти на зведення будівлі парламенту Вануату, корпусу Південнотихоокеанського університету, Коледжу сільського господарства й міністерства закордонних справ. Після встановлення дипломатичних відносин з Тайванем КНР погрожувала призупинити фінансову допомогу Вануату. За якийсь час так само вчинила й Австралія, яка звинуватила уряд Вануату в корупції та беззаконні, чим спричинила невдоволення уряду Тайваню. В Раді міністрів Вануату, у свою чергу, було проведено голосування, результатом якого стало скасування домовленостей з Тайванем і визнання тільки одного Китаю, Китайської Народної Республіки. Упродовж кількох тижнів і РК, і КНР на тлі суперечок, що тривали в уряді Вануату, мали свої дипломатичні місії в Порт-Вілі. Втративши підтримку 16 членів парламенту й, таким чином, втративши більшість, Вохор міг втратити прем'єрський пост через те, що опозиція спробувала винести йому вотум недовіри. У відповідь Вохор звернувся до Верховного суду Вануату, стверджуючи, що, виходячи з нових конституційних поправок, прем'єр-міністр не може бути усунутий від своєї посади упродовж першого року виконання своїх обов'язків. Тим не менше Верховний суд ухвалив рішення, відповідно до якого ці поправки ще не були схвалені на всенародному референдумі, а значить, не набрали законної чинності. 11 грудня 2004 року Вохора на посту глави уряду замінив Гам Ліні. З того часу й до квітня 2011 року він залишався лідером опозиції в парламенті.
24 квітня 2011 року він знову очолив уряд, після того як парламент висловив вотум недовіри прем'єр-міністру Сато Кілману. Однак уже 13 травня Вохор залишив свій пост, оскільки Верховний суд визнав його обрання неконституційним. Він отримав рівно половину голосів депутатів — 26 із 52.